# Thane (Scozia)
Thane fu il titolo dato agli ufficiali reali locali nella Scozia orientale medievale; il titolo era equivalente a quello di un conte. Il thane era a capo di un'unità amministrativa e socio-economica conosciuta come contea o thanage.
Nel Macbeth di William Shakespeare, Macbeth detiene il titolo di "thane of Glamis". Nel primo atto, dopo la dichiarazione dell'imminente esecuzione dell'infido thane di Cawdor durante la guerra, il re Duncan nomina Macbeth come nuovo thane di Cawdor, oltre che di Glamis. La previsione delle streghe di questo avvenimento è un importante espediente narrativo, specialmente quando Macbeth scopre che la loro previsione risulta veritiera. Questo porta Macbeth a rispettare le verità delle streghe sulla profezia secondo la quale lui diverrà re di Scozia. Sul comportamento di Macbeth influenzato da questa predizione s'incentra tutta l'azione per il resto dell'opera.